# محمدحسین حیدری
محمد حسین حیدری (زادهٔ ۲۰ شهریور ۱۳۷۲ در کرمان) بازیکن فوتبال ایرانی است کاپیتان و در پست مدافع بازی می‌کند.

## سوابق باشگاهی
مس کرمان
فوتبال حرفه‌ای خود را از باشگاه فوتبال مس کرمان آغاز  و دو فصل در این تیم بازی کرد
مس نوین کرمان
در این باشگاه هم ۲ فصل بازی کرد و ۶۰ بازی برای این تیم انجام داد
شهر خودرو
در فصل بعد با  قراردادی یکسال به باشگاه فوتبال شهرخودرو مشهد پیوست و ۵ بازی برای این باشگاه انجام داد
سایپا
از سال ۲۰۲۲ به باشگاه فوتبال سایپا پیوست و اکنون کاپیتان این باشگاه می باشد .